# Лю Ґун
Лю́ Ґу́н (кит.: 劉恭; піньїнь: Liú Gōng; помер 184 до н. е.) — китайський державний і політичний діяч. Імператор династії Хань. Син Лю Їна. Правив під контролем своєї бабусі, верховної імператриці Люй. Посмертне ім'я — Імператор Шао.